# Aalborg Boldspilklub
El Aalborg Boldspilklub, también conocido como Aalborg BK o AaB, es un club polideportivo de Dinamarca de la ciudad de Aalborg. Fue fundado en 1885 y posee secciones de fútbol, hockey sobre hielo y balonmano, todas ellas compitiendo en máxima categoría de las respectivas ligas de su país.

## Fútbol

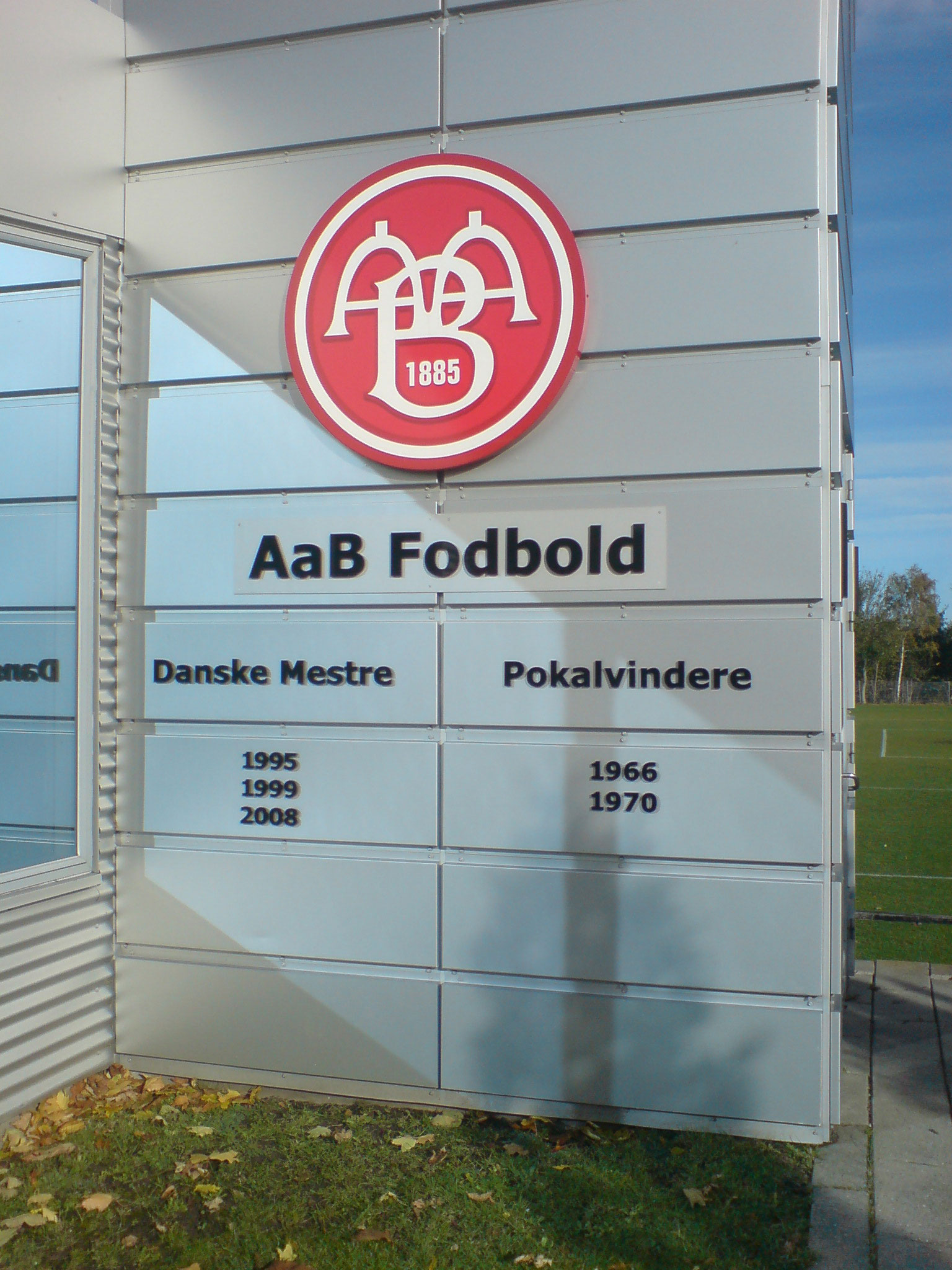
El edificio principal de la administración AaB Fodbold.

La sección de fútbol del Aalborg Boldklub se creó, como equipo amateur, en 1902. La temporada 1928/29 debutó en la primera división de la liga danesa, y se mantuvo en el máximo nivel hasta 1947. Regresó a la máxima categoría en 1963 y se ha mantenido en ella desde entonces, salvo algunos breves paréntesis jugados en segunda división (1972, 1978 y 1981-1986).
En 1966 logró su primer título, la Copa de Dinamarca, tras superar al KB por 3-1 en la prórroga. Repitió final el año siguiente, aunque en esa ocasión le superó por la mínima el Randers Freja. Tan solo tres años después, en 1970, conquistó su segunda copa derrotando por 2-1 al Lyngby BK en la final.
La temporada 1994/95 ganó su primer título de liga. El equipo estaba dirigido por Poul Erik Andreasen y tenía como jugador más destacado al delantero Erik Bo Andersen, que fue máximo goleador de la liga con 24 tantos. El título permitió también al AaB debutar en la Liga de Campeones de la siguiente temporada. Aunque inicialmente el Aalborg fue eliminado en la primera ronda por el Dinamo de Kiev, posteriormente fue repescado tras la descalificación del club ucraniano, implicado en un escándalo de sobornos. De este modo, el Aalborg se convirtió en el primer club danés en participar en la fase de grupos de la Liga de Campeones de la UEFA. Pese a lograr una victoria por 2-1 sobre el Panathinaikos FC (equipo que luego llegaría hasta semifinales) y un empate ante el campeón portugués, el Porto, el Aalborg acabó último de su grupo y fue eliminado.
A pesar de la marcha de su mayor promesa, Jesper Grønkjær, el verano de 1998, la temporada 1998/99 el AaB se proclamó nuevamente campeón de la SAS Ligaen. El equipo estaba dirigido por el técnico sueco Hans Backe y tenía como jugadores más destacados al portero Jimmy Nielsen, el medio Ståle Solbakken y el delantero Søren Frederiksen, máximo goleador del equipo con 17 goles. Esa misma temporada se quedó a las puertas del doblete, al perder la final de copa por 2-1 ante el AB.
Desde entonces y hasta la fecha su mejor actuación liguera ha sido un tercer puesto logrado la temporada 2006/07, en la que se ha destacado su delantero sueco Rade Prica, máximo anotador de la competición.
En la temporada 2007/2008 consiguió alzarse de nuevo con la SAS Ligaen y conseguir su tercer título liguero, en la temporada siguiente se ubica 7, mientras en la SAS Ligaen llega ser 2, tras 5 temporadas donde no logra campeonar llega la temporada 2013/14 donde se alzan por cuarta vez con el título de liga y el de la SAS Ligaen este les da un boleto a fase de grupos de la Champions League donde no tuvieron la misma suerte al quedar en la Cuarta Ronda Previa.

## Estadio

### Historial reciente
| Temporada | Liga       | Pos.       | J          | G          | E          | P          | GF         | GC         | Pts.       | Copa             |
| --------- | ---------- | ---------- | ---------- | ---------- | ---------- | ---------- | ---------- | ---------- | ---------- | ---------------- |
| 1996–97   | SL         | 5          | 33         | 12         | 11         | 10         | 46         | 40         | 47         | Cuartos de final |
| 1997–98   | SL         | 7          | 33         | 12         | 8          | 13         | 54         | 48         | 44         | Cuartos de final |
| 1998–99   | SL         | 1          | 33         | 17         | 13         | 3          | 65         | 37         | 64         | Final            |
| 1999–2000 | SL         | 5          | 33         | 12         | 13         | 8          | 57         | 40         | 49         | Final            |
| 2000–01   | SL         | 5          | 33         | 13         | 10         | 10         | 51         | 49         | 49         | 5.ª ronda        |
| 2001–02   | SL         | 4          | 33         | 16         | 6          | 11         | 52         | 45         | 54         | Cuartos de final |
| 2002–03   | SL         | 6          | 33         | 14         | 4          | 15         | 42         | 45         | 46         | Semifinal        |
| 2003–04   | SL         | 5          | 33         | 16         | 9          | 8          | 55         | 41         | 57         | Final            |
| 2004–05   | SL         | 4          | 33         | 15         | 8          | 10         | 59         | 45         | 53         | 5.ª ronda        |
| 2005–06   | SL         | 5          | 33         | 11         | 12         | 10         | 48         | 44         | 45         | Semifinal        |
| 2006–07   | SL         | 3          | 33         | 18         | 7          | 8          | 55         | 34         | 61         | 2.ª ronda        |
| 2007–08   | SL         | 1          | 33         | 22         | 5          | 6          | 60         | 38         | 71         | 4.ª ronda        |
| 2008–09   | SL         | 7          | 33         | 9          | 12         | 12         | 40         | 49         | 39         | Final            |
| 2009–10   | SL         | 5          | 33         | 13         | 9          | 11         | 36         | 30         | 48         | 4.ª ronda        |
| 2010–11   | SL         | 10         | 33         | 8          | 11         | 14         | 38         | 48         | 35         | Cuartos de final |
| 2011–12   | SL         | 7          | 33         | 12         | 8          | 13         | 42         | 48         | 44         | 2.ª ronda        |
| 2012–13   | SL         | 5          | 33         | 13         | 8          | 12         | 51         | 46         | 47         | 4.ª ronda        |
| 2013-14   | SL         | 1          | 33         | 18         | 8          | 7          | 60         | 38         | 62         | Final            |
| 2014-15   | SL         | 5          | 33         | 13         | 9          | 11         | 39         | 31         | 48         | Cuartos de final |
| 2015-16   | SL         | 5          | 33         | 15         | 5          | 13         | 56         | 44         | 50         | Semifinal        |
| 2016-17   | SL         | 8          | 26         | 9          | 6          | 11         | 28         | 38         | 33         | Cuartos de final |
| 2017-18   | Disputando | Disputando | Disputando | Disputando | Disputando | Disputando | Disputando | Disputando | Disputando | Disputando       |

## Entrenadores
Los siguientes entrenadores han entrenado al AaB desde que regresó a la primera división danesa en 1986:
- Peter Rudbæk (1983–1989)
- Poul Erik Andreasen (1990–1995)
- Sepp Piontek (1995–1996)
- Per Westergaard (1996–1997)
- Lars Søndergaard (1997)
- Hans Backe (1998–2000)
- Peter Rudbæk (2000–2002)
- Poul Erik Andreasen (2002–2003)
- Søren Kusk (2003)
- Erik Hamrén (2004 – 30 de mayo de 2008)
- Bruce Rioch (1 de julio de 2008 – 23 de octubre de 2008)
- Allan Kuhn (24 de octubre de 2008 – 31 de diciembre de 2008)
- Magnus Pehrsson (1 de enero de 2009 – 11 de octubre de 2010)
- Kent Nielsen (11 de octubre de 2010 – 30 de junio de 2015)
- Lars Søndergaard (22 de junio de 2015 – 15 de diciembre de 2016)
- Morten Wieghorst (2 de enero de 2017 – 25 de noviembre de 2018)
- Jacob Friis (25 de noviembre de 2018 – 29 de octubre de 2020)
- Peter Feher  (29 de octubre de 2020 – 31 de diciembre de 2020)
- Martí Cifuentes  (1 de enero de 2021 – 24 de enero de 2022)
- Oscar Hiljemark (24 de enero de 2022 – 9 de marzo de 2022)
- Lars Friis  (9 de marzo de 2022 – 15 de septiembre de 2022)
- Erik Hamrén (15 de septiembre de 2022 – 20 de marzo de 2023)
- Oscar Hiljemark (20 de marzo de 2023 – 16 de abril de 2024)
- Mathias Haugaasen (16 de abril de 2024 – 27 de mayo de 2024)
- Menno van Dam (27 de mayo de 2024 – )

## Números retirados
- 12 –  Torben Boye, DEF (1984–2002)

## Estadísticas en competiciones UEFA
- Mayor goleada:
  - 30/07/2008, AaB  5-0  Modriča,  Aalborg
- Mayor derrota:
  - 30/09/1970, Górnik  8-1  AaB,  Zabrze
- Disputados en UEFA Champions League: 4
- Disputados en Recopa de la UEFA: 3
- Disputados en UEFA Europa League: 8
- Disputados en Copa Intertoto UEFA: 4
- Más partidos disputados:
  -  Thomas Enevoldsen (38 partidos disputados)
  -  Jimmy Nielsen (36 partidos disputados)
- Máximo goleador: 7
  -  Andreas Johansson

## Participación en competiciones europeas
| Temporada | Competición      | Ronda            | Club                 | Cómputo global | Ida     | Vuelta     |
| --------- | ---------------- | ---------------- | -------------------- | -------------- | ------- | ---------- |
| 1966/67   | Recopa de Europa | 1R               | Everton FC           | 1-2            | 0-0 (C) | 1-2 (F)    |
| 1970/71   | Recopa de Europa | 1R               | Górnik Zabrze        | 1-9            | 0-1 (C) | 1-8 (F)    |
| 1987/88   | Recopa de Europa | 1R               | HNK Hajduk Split     | 1-1 (2-4 ns)   | 1-0 (C) | 0-1 nv (F) |
| 1993/94   | UEFA Cup         | 1R               | Deportivo La Coruña  | 1-5            | 1-0 (C) | 0-5 (F)    |
| 1995/96   | Champions League | 1R               | Dynamo Kiev          | 1-4            | 0-1 (F) | 1-3 (C)    |
| 1995/96   | Champions League | Grupo A          | Panathinaikos FC     | 2-3            | 2-1 (C) | 0-2 (F)    |
| 1995/96   | Champions League | Grupo A          | FC Porto             | 2-4            | 0-2 (F) | 2-2 (C)    |
| 1995/96   | Champions League | Grupo A          | FC Nantes            | 1-5            | 1-3 (F) | 0-2 (C)    |
| 1996      | Intertoto Cup    | Grupo 1          | Standard Lieja       | 0-1            | 0-1 (F) |            |
| 1996      | Intertoto Cup    | Grupo 1          | VfB Stuttgart        | 1-0            | 1-0 (F) |            |
| 1996      | Intertoto Cup    | Grupo 1          | Hapoel Haifa         | 5-4            | 5-4 (C) |            |
| 1996      | Intertoto Cup    | Grupo 1          | Cliftonville FC      | 4-0            | 4-0 (C) |            |
| 1997      | Intertoto Cup    | Grupo 1          | MSV Duisburg         | 0-2            | 0-2 (F) |            |
| 1997      | Intertoto Cup    | Grupo 1          | Dinamo-93 Minsk      | 2-1            | 2-1 (C) |            |
| 1997      | Intertoto Cup    | Grupo 1          | sc Heerenveen        | 2-8            | 2-8 (F) |            |
| 1997      | Intertoto Cup    | Grupo 1          | Polonia Varsovia     | 2-0            | 2-0 (C) |            |
| 1999/00   | Champions League | Clasificatoria 3 | Dynamo Kiev          | 3-4            | 1-2 (C) | 2-2 (F)    |
| 1999/00   | UEFA Cup         | 1R               | Udinese Calcio       | 1-3            | 0-1 (F) | 1-2 (C)    |
| 2000      | Intertoto Cup    | 2R               | Dinaburg FC          | 1-0            | 0-0 (F) | 1-0 (C)    |
| 2000      | Intertoto Cup    | 3R               | Udinese Calcio       | 2-3            | 0-2 (C) | 2-1 (F)    |
| 2004/05   | UEFA Cup         | Clasificatoria 2 | FK Žalgiris Vilnius  | 3-1            | 3-1 (F) | 0-0 (C)    |
| 2004/05   | UEFA Cup         | 1R               | AJ Auxerre           | 1-3            | 1-1 (C) | 0-2 (F)    |
| 2007      | Intertoto Cup    | 2R               | FC Honka Espoo       | 3-3 u          | 2-2 (F) | 1-1 (C)    |
| 2007      | Intertoto Cup    | 3R               | AA Gent              | 3-2            | 1-1 (F) | 2-1 (C)    |
| 2007/08   | UEFA Cup         | Clasificatoria 2 | HJK Helsinki         | 4-2            | 1-2 (F) | 3-0 (C)    |
| 2007/08   | UEFA Cup         | 1R               | UC Sampdoria         | 2-2 u          | 2-2 (F) | 0-0 (C)    |
| 2007/08   | UEFA Cup         | Grupo G          | RSC Anderlecht       | 1-1            | 1-1 (C) |            |
| 2007/08   | UEFA Cup         | Grupo G          | Tottenham Hotspur FC | 2-3            | 2-3 (F) |            |
| 2007/08   | UEFA Cup         | Grupo G          | Getafe CF            | 1-2            | 1-2 (C) |            |
| 2007/08   | UEFA Cup         | Grupo G          | Hapoel Tel Aviv FC   | 3-1            | 3-1 (F) |            |
| 2008/09   | Champions League | Clasificatoria 2 | FK Modriča           | 7-1            | 5-0 (C) | 2-1 (F)    |
| 2008/09   | Champions League | Clasificatoria 3 | FBK Kaunas           | 4-0            | 2-0 (C) | 2-0 (F)    |
| 2008/09   | Champions League | Grupo E          | Manchester United FC | 2-5            | 0-3 (C) | 2-2 (F)    |
| 2008/09   | Champions League | Grupo E          | Villarreal CF        | 5-8            | 3-6 (F) | 2-2 (C)    |
| 2008/09   | Champions League | Grupo E          | Celtic FC            | 2-1            | 0-0 (F) | 2-1 (C)    |
| 2008/09   | UEFA Cup         | 3R               | Deportivo La Coruña  | 6-1            | 3-0 (C) | 3-1 (F)    |
|           | UEFA Cup         | 1/8              | Manchester City FC   | 2-2 (3-4 ns)   | 0-2 (F) | 2-0 nv (C) |
| 2009/10   | Europa League    | Clasificatoria 2 | Slavija Sarajevo     | 1-3            | 0-0 (C) | 1-3 (F)    |
| 2013/14   | Europa League    | Clasificatoria 2 | Dila Gori            | 0-3            | 0-3 (F) | 0-0 (C)    |
| 2014/15   | Champions League | Clasificatoria 3 | GNK Dinamo Zagreb    | 2-1            | 0-1 (C) | 2-0 (F)    |
| 2014/15   | Champions League | Play-off         | APOEL Nicosia        | 1-5            | 1-1 (C) | 0-4 (F)    |
| 2014/15   | Europa League    | Grupo J          | Steaua Bucarest      | 1-6            | 0-6 (F) | 1-0 (C)    |
| 2014/15   | Europa League    | Grupo J          | Rio Ave FC           | 1-2            | 1-0 (C) | 0-2 (F)    |
| 2014/15   | Europa League    | Grupo J          | Dynamo Kiev          | 3-2            | 3-0 (C) | 0-2 (F)    |
| 2014/15   | Europa League    | 2R               | Club Brugge          | 1-6            | 1-3 (C) | 0-3 (F)    |

## Palmarés

### Torneos nacionales
- Superliga danesa (4): 1995, 1999, 2008, 2014
- Copa de Dinamarca (3): 1966, 1970, 2014

### Torneos internacionales
- Copa Intertoto de la UEFA: 1 (2007, compartido)

## Datos del Club
- 27 temporadas después del cambio de la SAS Ligaen
- 49 temporadas antes del cambio de la SAS Ligaen
- 38 temporadas en la Primera División de Dinamarca
- 5 temporadas en la Segunda División de Dinamarca
- 119 temporadas desde su creación.